# Peter Spencer (Seeoffizier)
Sir Peter Thomas Spencer, KCB (* 1947 in Brighton, Sussex) ist ein ehemaliger britischer Seeoffizier der Royal Navy, der zuletzt als Vizeadmiral (Vice-Admiral) zwischen 2000 und 2003 Zweiter Seelord, Leiter der Personalabteilung der Marine und Oberkommandierender des Marineheimatkommandos (Second Sea Lord and Chief of Naval Personnel, Commander-in-Chief Naval Home Command) sowie zuletzt von 2003 bis 2007 im Verteidigungsministerium des Vereinigten Königreichs letzter Chef der Beschaffung der Verteidigung (Chief of Defence Procurement) und damit Leiter der Agentur für die Beschaffung von Verteidigungsgütern (Defence Procurement Agency) war.

## Leben
Peter Thomas Spencer absolvierte nach dem Schulbesuch ein Studium am Queens’ College der University of Cambridge sowie der University of Southampton. 1965 trat er in die Royal Navy (RN) ein und fand in der Folgezeit zahlreiche Verwendungen als Seeoffizier und Stabsoffizier sowie insbesondere in den Bereichen Verteidigungsbeschaffung und Projektabwicklung. Seine Laufbahn umfasste Ernennungen als stellvertretender Direktor für das Sea Wolf-Raketenprojekt, in dem er verantwortlich für die Beschaffung und logistische Unterstützung aller Varianten des Systems war, und als Direktor für Kampfsysteme der Überwasserschiffe (Combat Systems Surface Ships), ein Bereich, der die Beschaffung und logistische Unterstützung aller Kommando- und Kontrollsysteme für Kriegsschiffe abdeckte. 1992 wurde er als Kommodore (Commodore) im Marinestab des Verteidigungsministeriums für operative Anforderungen (Director of Operational Requirements) und verblieb in dieser Funktion bis 1995. Danach fungierte er zwischen 1995 und 1997 als Generaldirektor Flottenunterstützung für Operationen und Pläne (Director General Fleet Support for Operations and Plans).
Als Konteradmiral (Rear-Admiral) löste Spencer im Februar 1997 Konteradmiral Frederick Scourse als Dritter Seelord und Controller der Marine (Third Sea Lord and Controller of the Navy) ab und verblieb auf diesem Posten bis Januar 2000, woraufhin Konteradmiral Nigel Guild seine Nachfolge antrat. Zugleich fungierte er als Generaldirektor Überwasserschiffe (Director General Surface Ships). Während dieser Zeit wurde die Agentur für die Beschaffung von Verteidigungsgütern DPA (Defense Procurement Agency) gegründet und er wurde bei ihrer Gründung im April 1999 zum Exekutivdirektor im DPA-Vorstand ernannt. Nach seiner Beförderung zum Vizeadmiral (Vice-Admiral) im Januar 2000 wurde er als Nachfolger von Vizeadmiral Sir John Brigstocke Zweiter Seelord, Leiter der Personalabteilung der Marine und Oberkommandierender des Marineheimatkommandos (Second Sea Lord and Chief of Naval Personnel, Commander-in-Chief Naval Home Command). Er verblieb auf diesen Posten bis Januar 2003 und wurde daraufhin von Vizeadmiral Sir James Burnell-Nugent abgelöst. In diesen Funktionen leitete er eine grundlegende Neugestaltung des Personalverwaltungssystems der Marine ein, um die Einsatzfähigkeit aller Einheiten an vorderster Front zu verbessern und die Bindung wichtiger Qualifikationsgruppen zu verbessern. Dazu gehörten wesentliche Verbesserungen in Qualität und Effizienz der Marineausbildung sowie vereinfachte Personalprozesse, die mit der Armee (British Army) und der Luftwaffe RAF (Royal Air Force)harmonisiert werden. Am 16. Juni 2001 wurde er zum Knight Commander des Order of the Bath (KCB) geschlagen, so dass er fortan den Namenszusatz „Sir“ führte.
Zuletzt wurde Sir Peter Spencer am 1. Mai 2003 Nachfolger von Vizeadmiral Sir Robert Walmsley Chef der Beschaffung der Verteidigung (Chief of Defence Procurement) und damit Leiter der Agentur für die Beschaffung von Verteidigungsgütern (Defence Procurement Agency). Er war letzter Inhaber dieser Funktionen und wurde im April 2007 von General Sir Kevin O’Donoghue abgelöst, der den neu geschaffenen Posten als Chef für Verteidigungsmaterial (Chief of Defence Materiel) übernahm.
Aus seiner Ehe mit Lisa Spencer gingen vier Kinder hervor.

## Veröffentlichung
- Matter and energy. The foundations of modern physics, Mitautoren Kenneth Gordon McNeill, James H. MacLachlan, Toronto 1987